# Oleg Kuznetsov (taekwondo)
Oleg Kuznetsov –en ruso, Олег Кузнецов– (14 de agosto de 1989) es un deportista ruso que compite en taekwondo. Ganó una medalla de bronce en el Campeonato Europeo de Taekwondo de 2018, en la categoría de +87 kg. Su hermano gemelo Roman también compite en taekwondo.

## Palmarés internacional
| Campeonato Europeo | Campeonato Europeo | Campeonato Europeo | Campeonato Europeo |
| Año                | Lugar              | Medalla            | Categoría          |
| ------------------ | ------------------ | ------------------ | ------------------ |
| 2018               | Kazán (Rusia)      | Medalla de bronce  | +87 kg             |